# Джузеппе Маріні (адмірал)
Джузеппе Маріні (італ. Giuseppe Marini, 28 квітня 1899, Трапані - 19 лютого 1969, Рим) — італійський адмірал, учасник Другої світової війни.

## Біографія
Джузеппе Маріні народився 28 квітня 1899 року у Трапані. У 1914 році вступив до Військово-морської академії в Ліворно, яку закінчив у 1919 році у званні гардемарина. Ніс службу на різних кораблях. Отримавши звання лейтенанта, командував міноносцем. Отримавши звання капітана III рангу, командував міноносцями «Градо», потім «Дзенсон». Отримавши звання капітана II рангу, ніс службу у штабі 1-ї морської дивізії.

### Друга світова війна
На момент вступу Італії у Другу світову війну 10 червня 1940 року Джузеппе Маріні був призначений капітаном есмінця «Альпіно», на борту якого 9 липня 1940 року брав участь у бою біля Калабрії,  27 листопада 1940 року - в бою біля мису Спартівенто.
У бою біля мису Матапан 27-29 березня прикривав пошкоджений лінкор «Вітторіо Венето» від атак ворожих літаків. За участь у цих боях був нагороджений бронзовою медаллю «За військову доблесть» та Хрестом «За військову доблесть».
Після цього Джузеппе Маріні був переведений на службу у відділ планування генерального штабу флоту. отримавши звання капітана I рангу, у вересні 1942 року був призначений командувачем XII ескадри есмінців (флагманський корабель - есмінець «Мітральєре»). Ескадра в основному здійснювала супровід конвоїв і Північну Африку.
За цю службу Джузеппе Маріні був нагороджений срібною медаллю «За військову доблесть».

#### Після капітуляції Італії
8 вересня 1943 року Італія капітулювала і адмірал Бергаміні наказав усім кораблям вийти в море та йти на Мальту. Того ж дня о 16:11 німецька авіація потопила лінкор «Рома». Крейсер «Аттіліо Реголо» разом з есмінцями «Фучільєре», «Карабіньєре», «Мітральєре» та міноносцями «Пегассо», «Орса», «Імпетуозо» був залишений на місці його загибелі для рятувальних робіт. Всього було врятовано 622 чоловіка, з них 26 згодом померли від ран.
Командування з'єднанням прийняв Джузеппе Маріні. Він опинився у складній ситуації, оскільки не знав умов капітуляції, і не ризикнув прориватись на Мальту. Тому вирішив інтернуватись. По дорозі з'єднання розділилось. Частина есмінців повернулись до Італії, 2 з них згодом були затоплені екіпажами. Решта кораблів прибули в порт Маон на Балеарських островах.
Іспанський уряд інтернував кораблі на 18 місяців. Лише у січні 1945 року, коли результат війни не викликав сумнівів, кораблі були звільнені.

### Післявоєнний період
Після закінчення війни Джузеппе Маріні у 1947 отримав звання контрадмірала, у 1952 році - дивізійного адмірала. У цей період він ніс службу у міністерстві військово-морських сил, командував 1-ю морською дивізією, був заступником начальника генерального штабу ВМС Італії. У 1955 році отримав звання адмірала ескадри і був призначений керівником Корпусу військово-морських екіпажів (італ. Corpo degli equipaggi militari marittimi). Протягом 1956-1958 років був командувачем оперативних сил флоту. У 1958-1959 років був командувачем Військово-морським департаментом Іонічного моря та протоки Отранто (італ. Comando in capo del Dipartimento marittimo "Ionio e Canale d'Otranto" – MARIDIPART Taranto). Протягом 1960-1962 років був президентом Центру оборонних досліджень (італ. Centro alti studi per la difesa).
У 1962 році вийшов у відставку у зв'язку із досягненням граничного віку служби. Помер 19 лютого 1969 року у Римі.

## Нагороди
- Кавалер Військового ордена Італії
- Срібна медаль «За військову доблесть»
- Бронзова медаль «За військову доблесть»
- Хрест «За військову доблесть»
- Кавалер Ордена Святих Маврикія та Лазаря
- Командор Ордена Корони Італії
- Кавалер Великого хреста Ордена «За заслуги перед Італійською Республікою»